# Dendropsophus phlebodes
Dendropsophus phlebodes is een kikker uit de familie boomkikkers (Hylidae). De groep werd voor het eerst wetenschappelijk beschreven door Leonhard Hess Stejneger in 1906. Oorspronkelijk werd de wetenschappelijke naam Hyla phlebodes gebruikt.
De soort komt voor in Colombia, Panama, Costa Rica en Nicaragua.